# ألين فيرغسون
ألين فيرغسون (بالإنجليزية: Allyn Ferguson)‏ هو مؤلف موسيقى تصويرية وموسيقي وعازف بيانو وملحن أمريكي، ولد في 18 أكتوبر 1924 في سان خوسيه في الولايات المتحدة، وتوفي في 23 يونيو 2010 في ويستلاك فيلاج في الولايات المتحدة.

## وصلات خارجية
- الموقع الرسمي
- ألين فيرغسون على موقع IMDb (الإنجليزية)
- ألين فيرغسون على موقع ألو سيني (الفرنسية)
- ألين فيرغسون على موقع ميوزك برينز (الإنجليزية)
- ألين فيرغسون على موقع أول موفي (الإنجليزية)
- ألين فيرغسون على موقع قاعدة بيانات الأفلام السويدية (السويدية)
- ألين فيرغسون على موقع ديسكوغز (الإنجليزية)
- ألين فيرغسون على موقع قاعدة بيانات الفيلم (الإنجليزية)
- ألين فيرغسون على موقع كينوبويسك (الروسية)